# Dreieck Kaiserslautern
De Dreieck Kaiserslautern is een knooppunt in Duitse deelstaat Rijnland-Palts. 
Op dit onvolledig knooppunt ten noordoosten van Kaiserslautern sluit de A63 uit Mainz aan op de A6 (Saarbrücken - Waidhaus).
Het knooppunt is een onvolledig knooppunt, waarbij het verkeer tussen Mainz en Mannheim en vice versa gebruik moet maken van de L 395.

## Configuratie
Rijstrook
Nabij het knooppunt hebben beide snelwegen 2x2 rijstroken;De verbindingswegen hebben twee rijstroken.
Knooppunt
Het knooppunt is  een splitsing.

## Verbreding A6-west
Tot 2018 zal de A6 ten westen van het knooppunt verbreed worden naar 2x3 rijstroken.
| Aansluitende wegen                                   | Aansluitende wegen      | Aansluitende wegen | Aansluitende wegen | Aansluitende wegen              |
| ---------------------------------------------------- | ----------------------- | ------------------ | ------------------ | ------------------------------- |
| richting Kaiserslautern-West Pirmasens / Saarbrücken |                         |                    |                    | richting Mainz / Frankfurt a.M. |
|                                                      |                         |                    |                    |                                 |
|                                                      | L395 richting Mehlingen |                    |                    |                                 |
|                                                      |                         |                    |                    |                                 |
| L395 richting Kaiserslautern-Centrum                 |                         |                    |                    | richting Mannheim               |